# Sala del mappamondo (Biblioteca Spezioli)

Sala del Mappamondo

La Sala del Mappamondo è il nucleo fondante dell'antica Biblioteca Romoldo Spezioli e si trova nel Palazzo dei Priori di Fermo. 
Oggi la sala fa parte del percorso di visita del Palazzo dei Priori. 

## Storia e descrizione
La sala fu realizzata al fine di contenere la collezione libraria del patrizio fermano Paolo Ruffo che in origine era stata lasciata al convento di San Domenico. Questa corposa collezione era però soggetta ad una condizione fondamentale: doveva essere disponibile per il pubblico e conservata in locali adatti. Vista la rinuncia da parte dei domenicani per motivi economici, intervenne quindi il Cardinale Decio Azzolino il Giovane, il quale si impegnò personalmente nella costruzione del locale adatto, in omaggio alla regina Cristina di Svezia, allora sua ospite. Il prelato scelse l'antica Sala delle commedie del palazzo dei Priori di Fermo e, coadiuvato dall'architetto Adamo Sacripante, costruì la nuova biblioteca nel 1688.
L'ambiente presenta scaffalature in noce, ripartite in doppio ordine con ballatoi, ed un soffitto intagliato in abete. A un lato della sala è il grande Mappamondo realizzato nel 1713 dal cartografo Silvestro Amanzio Moroncelli su commissione dell'arciprete Filippantonio Morrone.
L'ordine dei testi, a stampa e manoscritti, è dato secondo un ordine pratico, scegliendo di porre i libri più piccoli e meno ingombranti in alto ed i più grandi in basso. Si possono notare poi delle cifre in numeri romani che indicano le mensole, e delle lettere latine che indicano invece le colonne: queste combinazioni corrispondono poi ad un preciso elenco scritto. In questa sala sono per la maggior parte conservati i testi provenienti dalla collezione del medico fermano Romolo Spezioli, che comprende trattati di medicina ma anche erbari e testi di cosmografia.